# Chet Walker
Pour les articles homonymes, voir Walker.
Chester Walker, dit Chet Walker, né le 22 février 1940 à Bethlehem (Mississippi) et mort le 8 juin 2024 à Long Beach (Californie), est un joueur américain de basket-ball.

## Biographie
Chet Walker mesure 1,98 m et joue au poste d'ailier.
Il est diplômé de l'université Bradley en 1960 et termine meilleur marqueur de l'histoire de l'école. Les « Bradley Braves » remportent le titre National Invitation Tournament en 1957 et 1960. La vitesse et l'agilité de Walker sur le parquet lui font gagner le surnom de « Chet the Jet ». Le sommet de sa carrière est la saison NBA 1966-1967 avec l'équipe des 76ers de Philadelphie, considérée par beaucoup d'observateurs comme la meilleure équipe de l'histoire de la ligue.
Chet Walker est sélectionné par les 76ers de Philadelphie et est nommé dans la « NBA first All-Rookie Team » en 1963. Participant à sept NBA All-Star Game, Walker inscrit plus de 19 points et 8 rebonds de moyenne par match lors de la saison 1966-1967, où les Sixers gagnent 68 rencontres en en perdant seulement 13. L'équipe entraînée par Alex Hannum, qui comporte aussi le pivot Wilt Chamberlain, les meneurs Hal Greer et Wali Jones et le sixième homme Billy Cunningham, mettent fin à huit titres consécutifs des Celtics de Boston. Walker joue ses six dernières saisons avec les Bulls de Chicago et n'inscrit jamais moins de 19,2 points et 5,0 rebonds par match. Lors de ses 13 années de carrière, Walker inscrit un total de 18 831 points. Il est un très bon tireur de lancers-francs, plus particulièrement lors de ses dernières années avec les Bulls. Il est leader de la NBA dans ce domaine avec une moyenne de 85,9 % en 1970-1971 et se classe dans le top 10 aux lancers-francs à cinq autres reprises.
À l'issue de sa carrière de joueur, Chet Walker devient producteur de téléfilms. Il est auteur de mémoires intitulés Long Time Coming: A Black Athlete's Coming-Of-Age in America, publié en 1995.

## Statistiques
gras = ses meilleures performances

### Universitaires
Statistiques en université de Chet Walker
| Saison    | Équipe   | Matchs | % Tir | % LF | Rbds/m. | Pts/m. |
| --------- | -------- | ------ | ----- | ---- | ------- | ------ |
| 1959-1960 | Bradley  | 29     | 56,0  | 61,5 | 13,4    | 21,8   |
| 1960-1961 | Bradley  | 26     | 56,3  | 72,0 | 12,6    | 25,2   |
| 1961-1962 | Bradley  | 26     | 53,6  | 64,0 | 12,3    | 26,4   |
| Carrière  | Carrière | 81     | 55,2  | 66,0 | 12,8    | 24,4   |

### Professionnelles

#### Saison régulière
Légende :
| Champion NBA | Meilleur joueur de cette catégorie statistique de la saison |

gras = ses meilleures performances
Statistiques en saison régulière de Chet Walker
| Saison        | Équipe        | Matchs | Titul. | Min./m | % Tir | % LF | Rbds/m. | Pass/m. | Int/m. | Ctr/m. | Pts/m. |
| ------------- | ------------- | ------ | ------ | ------ | ----- | ---- | ------- | ------- | ------ | ------ | ------ |
| 1962-1963     | Syracuse      | 78     | —      | 25,5   | 46,9  | 69,9 | 7,2     | 1,1     | —      | —      | 12,3   |
| 1963-1964     | Philadelphie  | 76     | —      | 36,5   | 44,0  | 71,1 | 10,3    | 1,6     | —      | —      | 17,3   |
| 1964-1965     | Philadelphie  | 79     | —      | 27,7   | 40,3  | 74,2 | 6,7     | 1,7     | —      | —      | 13,2   |
| 1965-1966     | Philadelphie  | 80     | —      | 32,5   | 45,1  | 71,6 | 8,0     | 2,5     | —      | —      | 15,3   |
| 1966-1967     | Philadelphie  | 81     | —      | 33,2   | 48,8  | 76,6 | 8,1     | 2,3     | —      | —      | 19,3   |
| 1967-1968     | Philadelphie  | 82     | —      | 32,0   | 46,0  | 72,6 | 7,4     | 1,9     | —      | —      | 17,9   |
| 1968-1969     | Philadelphie  | 82     | —      | 33,6   | 48,4  | 80,4 | 7,8     | 1,8     | —      | —      | 18,0   |
| 1969-1970     | Chicago       | 78     | —      | 34,9   | 47,7  | 85,0 | 7,7     | 2,5     | —      | —      | 21,5   |
| 1970-1971     | Chicago       | 81     | 81     | 36,1   | 46,5  | 85,9 | 7,3     | 2,2     | —      | —      | 22,0   |
| 1971-1972     | Chicago       | 78     | 78     | 33,2   | 50,5  | 84,7 | 6,1     | 2,3     | —      | —      | 22,0   |
| 1972-1973     | Chicago       | 79     | 79     | 31,1   | 47,8  | 83,2 | 5,0     | 2,3     | —      | —      | 19,9   |
| 1973-1974     | Chicago       | 82     | 82     | 32,5   | 48,6  | 87,5 | 5,0     | 2,4     | 0,8    | 0,0    | 19,3   |
| 1974-1975     | Chicago       | 76     | 76     | 32,3   | 48,7  | 86,0 | 5,7     | 2,2     | 0,6    | 0,1    | 19,2   |
| Carrière      | Carrière      | 1032   | 396    | 32,4   | 47,0  | 79,6 | 7,1     | 2,1     | 0,7    | 0,1    | 18,2   |
| All-Star Game | All-Star Game | 7      | 1      | 17,9   | 43,5  | 85,0 | 2,6     | 1,3     | 0,0    | 0,0    | 8,1    |

#### Playoffs
Légende :
| Champion NBA | Meilleur joueur de cette catégorie statistique de la saison |

Statistiques en playoffs de Chet Walker
| Saison   | Équipe       | Matchs | Titul. | Min./m | % Tir | % LF | Rbds/m. | Pass/m. | Int/m. | Ctr/m. | Pts/m. |
| -------- | ------------ | ------ | ------ | ------ | ----- | ---- | ------- | ------- | ------ | ------ | ------ |
| 1963     | Syracuse     | 5      | —      | 26,0   | 50,9  | 73,3 | 9,4     | 1,8     | —      | —      | 15,2   |
| 1964     | Philadelphie | 5      | —      | 38,0   | 39,0  | 73,9 | 10,4    | 2,6     | —      | —      | 18,8   |
| 1965     | Philadelphie | 11     | —      | 42,6   | 48,0  | 76,0 | 7,2     | 1,6     | —      | —      | 20,3   |
| 1966     | Philadelphie | 5      | —      | 36,2   | 37,5  | 80,6 | 7,4     | 3,0     | —      | —      | 14,6   |
| 1967     | Philadelphie | 15     | —      | 36,7   | 46,7  | 80,7 | 7,6     | 2,1     | —      | —      | 21,7   |
| 1968     | Philadelphie | 13     | —      | 37,3   | 41,0  | 67,9 | 7,4     | 1,8     | —      | —      | 19,1   |
| 1969     | Philadelphie | 4      | —      | 27,3   | 53,5  | 66,7 | 5,8     | 2,0     | —      | —      | 13,5   |
| 1970     | Chicago      | 5      | —      | 35,6   | 42,2  | 81,8 | 8,4     | 2,2     | —      | —      | 19,4   |
| 1971     | Chicago      | 7      | 7      | 33,4   | 44,0  | 70,8 | 7,1     | 3,1     | —      | —      | 15,0   |
| 1972     | Chicago      | 4      | 4      | 24,3   | 42,1  | 81,3 | 3,5     | 1,0     | —      | —      | 11,3   |
| 1973     | Chicago      | 7      | 7      | 32,7   | 34,7  | 89,2 | 8,9     | 2,0     | —      | —      | 16,7   |
| 1974     | Chicago      | 11     | 11     | 36,6   | 50,9  | 86,1 | 5,5     | 1,6     | 0,9    | 0,1    | 20,9   |
| 1975     | Chicago      | 13     | 13     | 33,2   | 49,4  | 88,0 | 4,6     | 1,8     | 1,0    | 0,1    | 17,5   |
| Carrière | Carrière     | 105    | 42     | 35,1   | 44,9  | 78,7 | 7,0     | 2,0     | 1,0    | 0,1    | 18,2   |